# Tibouchina grossa
Tibouchina grossa là một loài thực vật có hoa trong họ Mua. Loài này được (L. f.) Cogn. miêu tả khoa học đầu tiên năm 1885.